# Lípa Petra Bezruče a bludný balvan v Pustkovci
Lípa Petra Bezruče a bludný balvan se nacházejí u garáží na ulici Hrázka v Pustkovci, části města Ostrava v Moravskoslezském kraji. Obojí je součástí památníku českého básníka Petra Bezruče (1867 – 1958), který Pustkovec navštěvoval.

## Lípa
Lípa byla vysazena v roce 1937 u příležitosti 70. výročí narození básníka. Lípa je zřejmě Lípa malolistá (Tilia cordata). Dle stavu z roku 2022 lze strom popsat jako ošetřený a ořezaný strom se zakrytými dutinami.

## Bludný balvan
Bludný balvan pochází z fennoskandinávie (nejpravděpodobněji ze Švédska) a byl do Pustkovce dopraven zaniklým ledovcem v době ledové. V roce 1937 byl umístěn před lípu Petra Bezruče. Je na něm umístěna kamenná deska s nápisem.

## Galerie

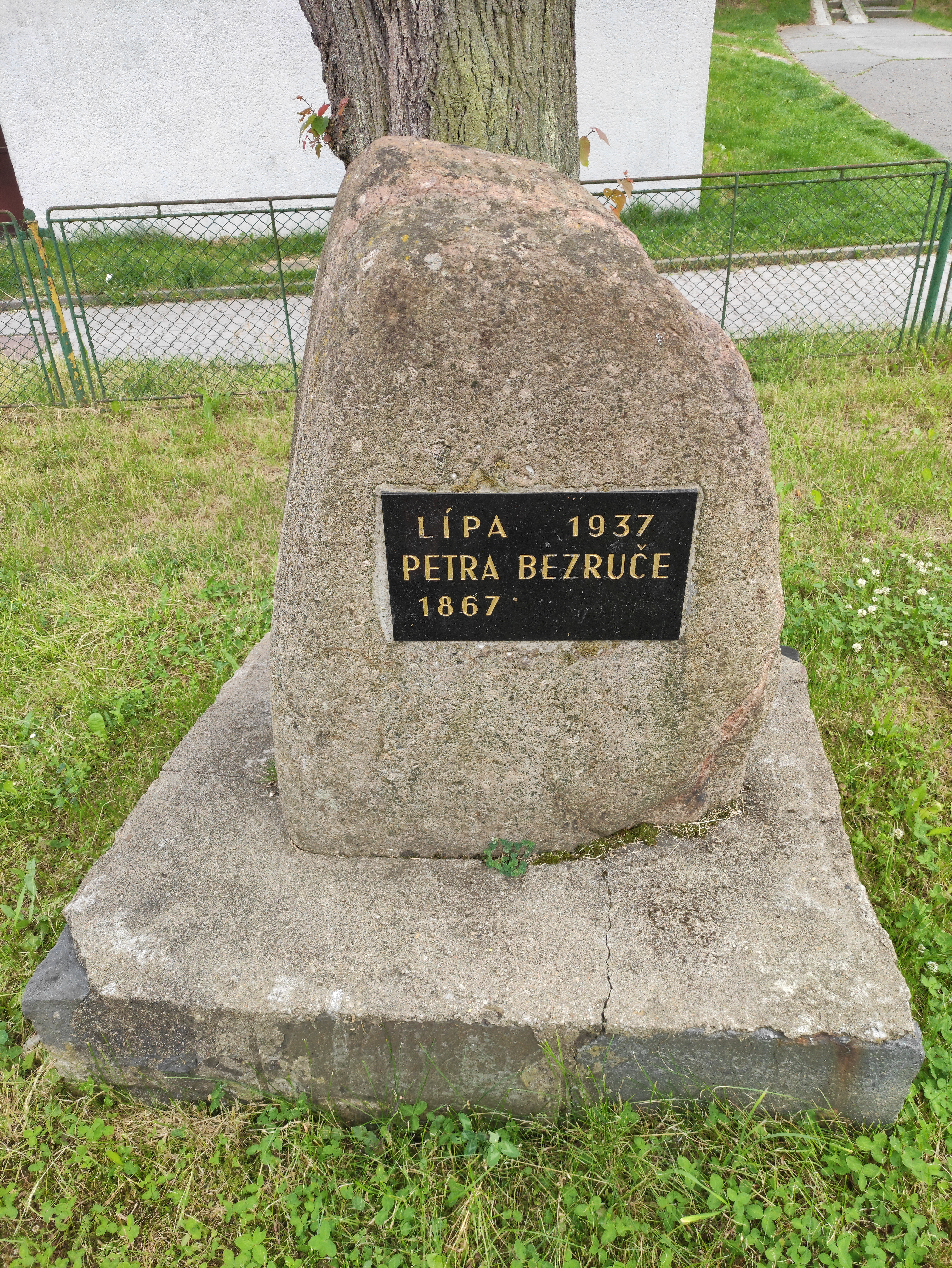
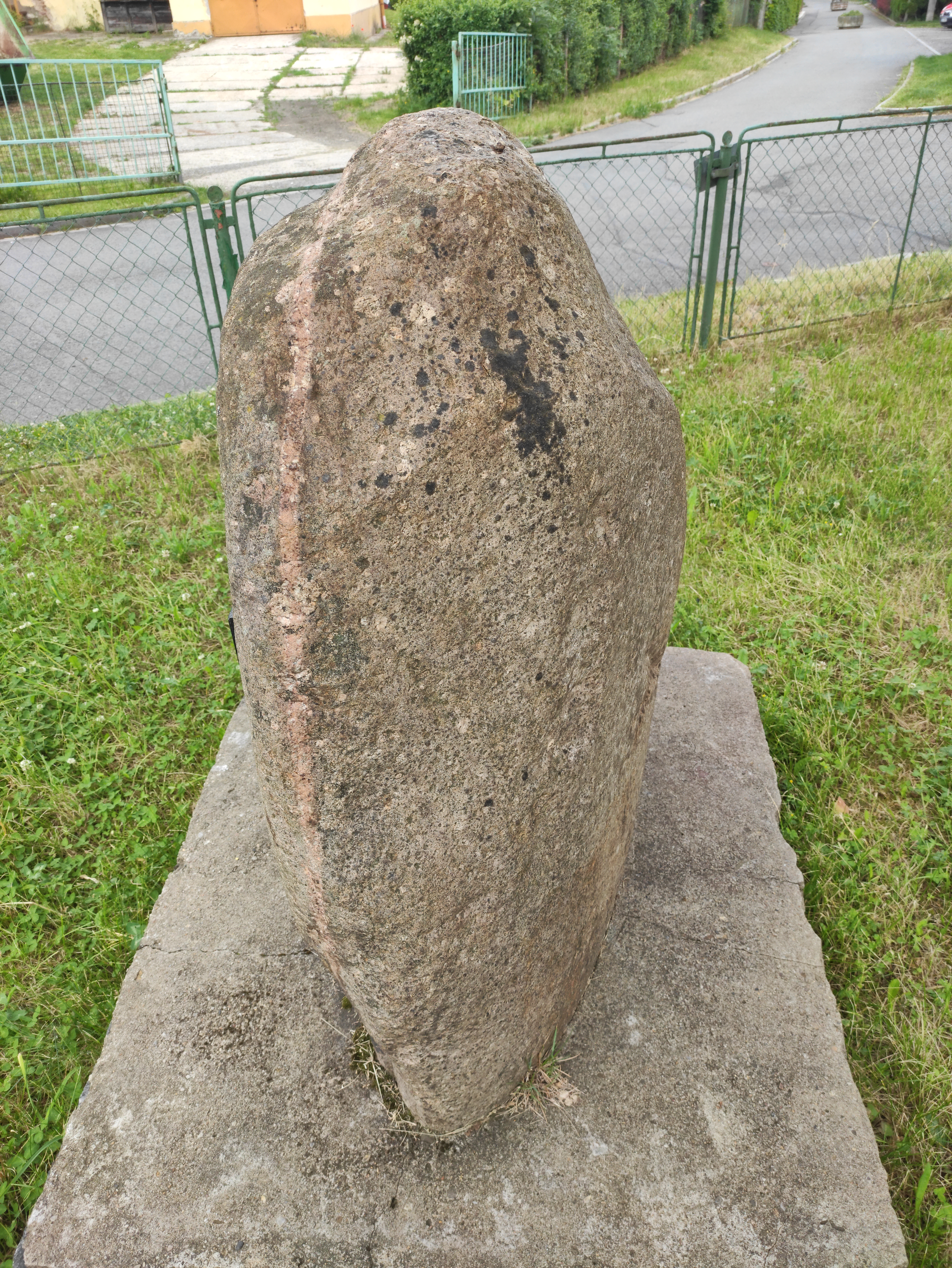
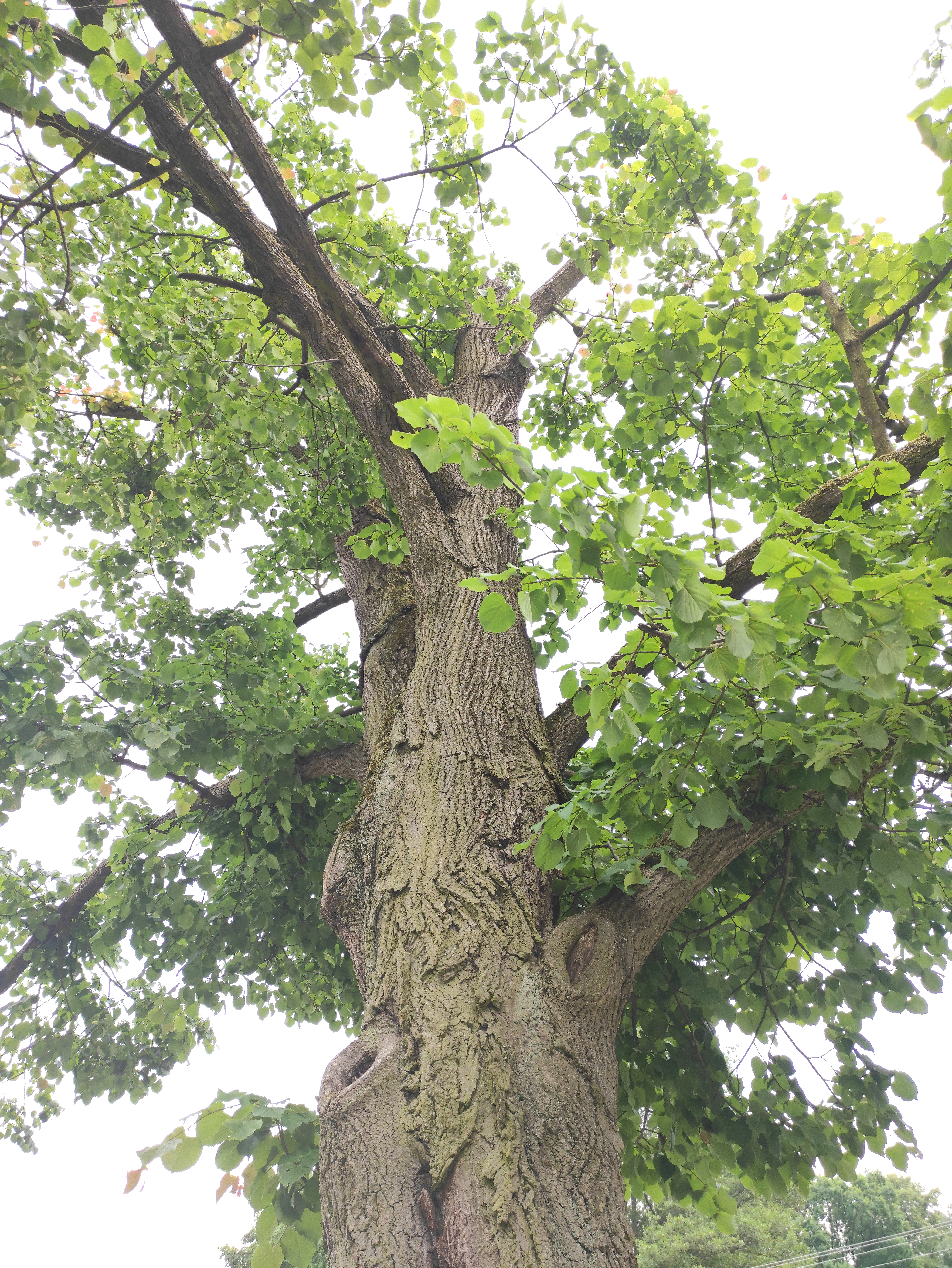
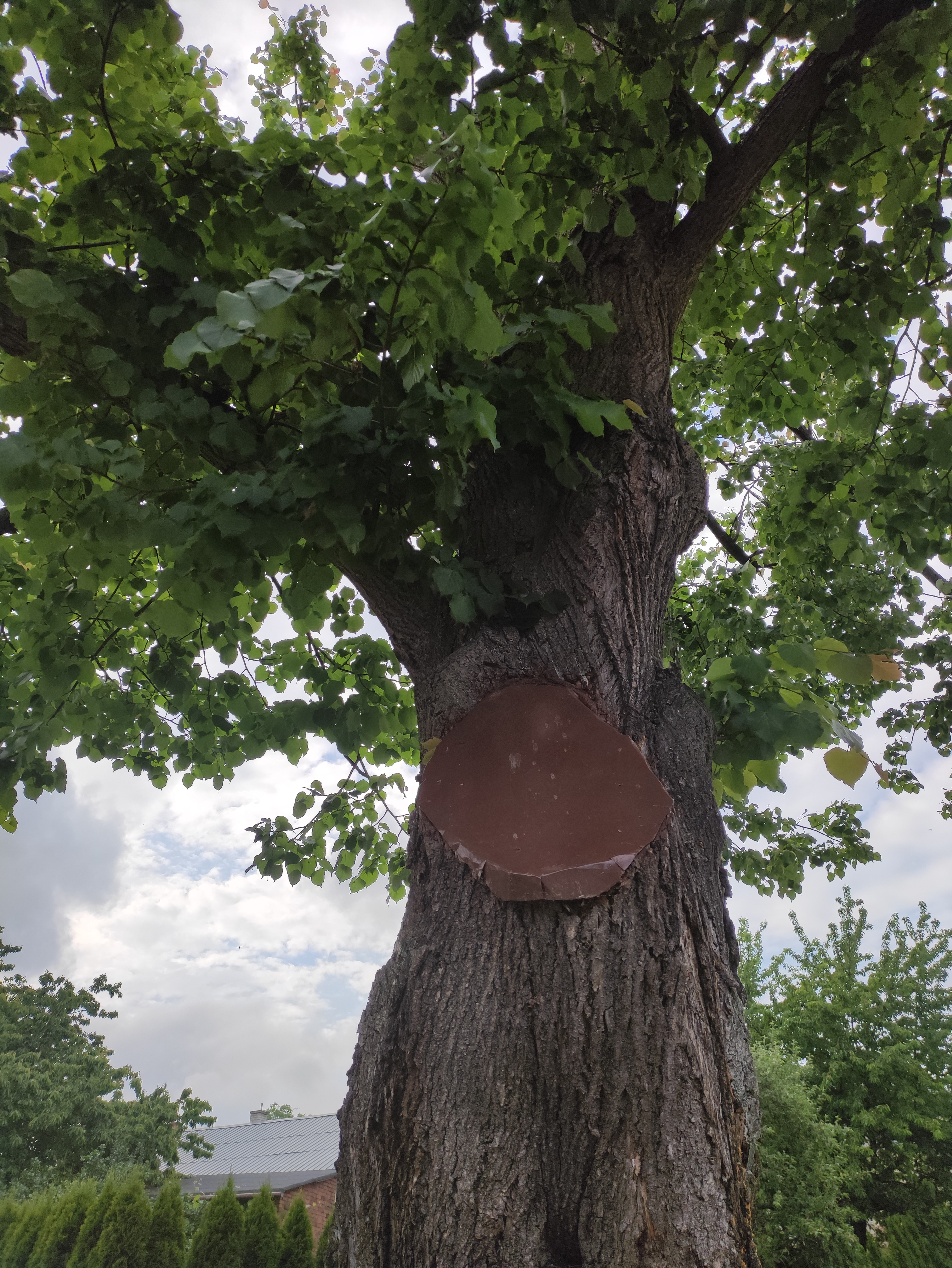

### Nápis na bludném balvanu
| „ | LÍPA 1937 PETRA BEZRUČE 1867 | “ |

## Další informace
Lípa i bludný balvan jsou ohrazeny nízkým plotem s drátěným pletivem.
V Pustkovci lze vidět několik bludných balvanů, z nichž největší a nejtěžší je Pustkovecký bludný balvan.